# Tin Moe
Tin Moe (birman : တင်မိုး), né le 19 novembre 1933 dans la région de Mandalay et mort le 27 janvier 2007 à Los Angeles, est un poète birman.

## Biographie
Tin Moe est né Maung Ba Gyan dans le village de Kanmyè, district de Myingyan, région de Mandalay. Il fut d'abord éduqué dans un monastère bouddhiste, puis dans une école de Yezagyo. Il termina ses études à l'université de Mandalay, alors qu'il avait déjà été publié, sous le pseudonyme de Kan Myè Nan Myint Nwe, dans le journal Ludu (Le Peuple).
Ses études terminées, il devint enseignant et, en 1956, il publia ses poèmes dans un recueil intitulé Hpan Mee Ain (La Lanterne de verre) et il remporta un important prix littéraire birman en 1959. Il continua à écrire des poèmes tout en travaillant pour le journal Ludu Daily et le magazine Pei Hpu Hlwar. En 1967, il déménagea à Rangoun, où il travailla pendant 20 ans à l'université, dans le département de traduction et publication.
Ses premiers poèmes furent influencés par Min Thu Wun et Zawgyi (writer) (en) qui, à cette époque, alors qu'ils étaient étudiants à l'université de Rangoun, lançaient un nouveau mouvement littéraire, qui, à rebours de la tradition littéraire birmane fleurie, avaient adopté un style plus simple. Ce furent aussi qui lui donnèrent l'idée d'écrire des poèmes et chansons pour enfants, dont quelques uns furent ajoutés à des livres d'école quand d'autres furent utilisés dans des films.
Le Soulèvement 8888 fut un tournant dans sa vie, où, dans sa critique politique, ses poèmes faisaient référence à Thakin Kodaw Hmaing, dont les œuvres avaient nourri le mouvement anti-colonial contre les Britanniques. Soutien du mouvement pour la démocratie (il fut membre du Comité des intellectuels pour Aung San Suu Kyi et un ami de sa mère, Khin Kyi), il fut emprisonné en 1991 par le Conseil d'État pour la paix et le développement pour 4 années dans la Prison d'Insein, où il trouva un de ses poèmes écrit sur un mur. Lors de son arrestation, il fut d'abord détenu dans un poste de police où la nourriture avait d'abord été infecte, mais quand les femmes des fonctionnaires de police avaient appris qu'il avait été arrêté, elles lui avaient préparé un bon repas car elles avaient adoré ses poèmes pour enfants.
Ses livres furent censurés, et à sa libération, avant une autre possible arrestation en 1999, il réussit à obtenir un passeport sous son vrai nom moins connu (Ba Gyan), et il s'exila en Europe et aux États-Unis.

## Crédits
- (en) Cet article est partiellement ou en totalité issu de l’article de Wikipédia en anglais intitulé « Tim Moe » (voir la liste des auteurs).